# Воронеж (Алтайский край)
Воро́неж — посёлок в Змеиногорском районе Алтайского края, входит в состав Карамышевского сельсовета.

## История
Основан в 1923 году. В 1928 году посёлок Воронежский состоял из 36 хозяйств, основное население — украинцы. В административном отношении находился в составе Корболихинского сельсовета Змеиногорского района Рубцовского округа Сибирского края.

## Население
| 1926 | 1997 | 1998 | 1999 | 2000 | 2001 | 2002 |
| ---- | ---- | ---- | ---- | ---- | ---- | ---- |
| 250  | ↗372 | ↘369 | ↘368 | ↘359 | ↘322 | ↘290 |
| 2003 | 2004 | 2005 | 2006 | 2007 | 2008 | 2009 |
| ↘280 | ↗298 | ↘292 | ↘267 | ↘262 | ↗265 | ↘252 |
| 2010 | 2011 | 2012 | 2013 |      |      |      |
| ↘215 | →215 | ↘204 | ↘202 |      |      |      |

## Улицы
| - ул. Молодёжная, - ул. Северная, | - ул. Тракторная, - ул. Центральная. |